# Чуа Ен Ким
Чуа Ен Ким (англ. Chuah Eng Kim) — малайзийский хоккеист (хоккей на траве), нападающий.

## Биография
Чуа Ен Ким играл в хоккей на траве за Перак.
В 1956 году вошёл в состав сборной Малайи по хоккею на траве на Олимпийских играх в Мельбурне, занявшей 9-е место. Играл на позиции нападающего, провёл 3 матча, забил (по имеющимся данным) 1 мяч в ворота сборной Кении.

## Семья
Его брат Чуа Ен Чен также играл за сборную Малайи по хоккею на траве и в 1956 году участвовал в летних Олимпийских играх в Мельбурне.